# Juan El Caeno
Juan Pliego Fernández "El Caeno" fue un gran cantaor de flamenco puro que nació en la localidad de Marchena en 1933 y murió en 1998. 

## Biografía
Hijo de Juan y Pastora y era el mayor de diez hermanos. Se casó con una marchenera de nombre Desamparados Sánchez Romero con quién tuvo siete hijos los cuales fueron tres varones  y cuatro mujeres. Nieto de Manuel Fernández otras veces conocido como El Titi de Marchena tocaor flamenca flamenca del siglo pasado, que marcó una época en aquellos tiempos enseñando a tocar la guitarra quiénes luego iban a desempeñar su carrera de artista como los Lucía, Pepito Santiago, Antonio Sánchez Pecino, Manuel Molina y otros muchos. Ya desde muy pequeño empezó a cantar y sentía una gran afición por el flamenco. Era capaz de manejar todos los palos del flamenco así como los fandangos, la soleá, los tangos, las seguiriyas, martinete, granaínas y especialmente la saeta entre otros muchos.
Solía ser acompañado por tocaores como Tomatito, Enrique de Melchor, Paco Cepero o José Luis Postigo entre otros.
A lo largo de su vida no faltaba su participación a ningún festival de la región y en grandes festivales destacando “La fiesta de la guitarra” en Marchena, dónde ha cantado a la par de numerosos artistas del flamenco como Camarón de la Isla, Chiquetete, José Menese, El Lebrijano, José Mercé, El Cabrero, Aurora Vargas entre otros muchos más.